# Commission administrative départementale de la Mayenne (Régime de Vichy)
La Commission administrative départementale de la Mayenne  était une assemblée crée par le Régime de Vichy pour le département français de la Mayenne. Les membres nommés par le Ministre français de l'Intérieur du Régime de Vichy sont publiés au Journal officiel le 1 février 1941.
La loi du 12 octobre 1940 suspend les sessions des conseils généraux et transfère leurs pouvoirs (ainsi que ceux de la commission administrative départementale aux préfets (article 2). Les conseils départementaux sont institués par la loi du 7 août 1942. 
La Libération met  fin à l’existence de la commission administrative départemental. 

## Composition

### Le président
Le président est François Brisard.

### Membres
Les membres nommés par le Régime de Vichy le 1 février 1941 reprennent cinq membres du Conseil général de la Mayenne élus en 1934 et 1937, et quatre personnes possédant de l'expérience, et possédant la moralité et le loyalisme à l’égard du gouvernement en place.

### Comparaison entre les élus de 1934 ou de 1937 et ceux nommés en 1941 par leRégime de Vichy
| Cantons              | Population | Conseiller général sortant              | Profession                | Parti | Parti              | Membre de la commission nommé   | Profession                                                                                | Parti | Parti          | Membre de la commission administrative |
| -------------------- | ---------- | --------------------------------------- | ------------------------- | ----- | ------------------ | ------------------------------- | ----------------------------------------------------------------------------------------- | ----- | -------------- | -------------------------------------- |
| Ambrières            |            | Olivier Louis Pollet                    | propriétaire              |       | URD                |                                 |                                                                                           |       |                |                                        |
| Argentré             |            | François Brisard                        | entrepreneur en bâtiments |       | URD                | François Brisard                | entrepreneur en bâtiments                                                                 |       | URD            | X                                      |
| Bais                 |            | Joseph Palaud                           | médecin                   |       | URD                |                                 |                                                                                           |       |                |                                        |
| Bierné               |            | René Dubel                              | notaire                   |       | URD                |                                 |                                                                                           |       |                |                                        |
| Chailland            |            | Constant Jouis                          | médecin                   |       | Rad.               |                                 |                                                                                           |       |                |                                        |
| Château-Gontier      |            | Jacques Duboys-Fresney                  | propriétaire              |       | URD                |                                 |                                                                                           |       |                |                                        |
| Cossé-le-Vivien      |            | Pierre-Clément Pichot                   | propriétaire              |       | Républicain        |                                 |                                                                                           |       |                |                                        |
| Couptrain            |            | Jean Chaulin-Servinière                 | avocat                    |       | Rad. Ind.          | Jean Chaulin-Servinière         | avocat                                                                                    |       | Rad. Ind.      | X                                      |
| Craon                |            | Ferdinand Le Pelletier (décédé en 1939) | propriétaire              |       | Union républicaine |                                 |                                                                                           |       |                |                                        |
| Ernée                |            | Constant Martin                         | propriétaire              |       | Rad.               |                                 |                                                                                           |       |                |                                        |
| Évron                |            | Charles Mille                           | agriculteur               |       | Rad.               |                                 |                                                                                           |       |                |                                        |
| Grez-en-Bouère       |            | Charles Rousseau                        | huissier                  |       |                    |                                 |                                                                                           |       |                |                                        |
| Gorron               |            | Andoche Le Ray, duc d'Abrantès          | propriétaire              |       | URD                |                                 |                                                                                           |       |                |                                        |
| Landivy              |            | Baron André Terrasson de Sénevas        | propriétaire              |       | URD                |                                 |                                                                                           |       |                |                                        |
| Lassay               |            | Édouard Lebert                          | épicier                   |       | Rép. de Gauche     |                                 |                                                                                           |       |                |                                        |
| Laval-Est            |            | Adolphe Beck                            | industriel                |       | Rép. de Gauche     | Adolphe Beck                    | industriel                                                                                |       | Rép. de Gauche | X                                      |
| Laval-Ouest          |            | Maurice Courcelle                       | publiciste                |       | URD                | Henry de la Monneraye           | propriétaire, maire de Saint-Germain-le-Fouilloux                                         |       |                | X                                      |
| Loiron               |            | Louis Tréton de Vaujuas-Langan          | propriétaire              |       | URD                |                                 |                                                                                           |       |                |                                        |
| Le Horps             |            | Edmond Leblanc                          | avocat                    |       | URD                | Edmond Leblanc                  | avocat                                                                                    |       |                |                                        |
| Mayenne-Est          |            | Emmanuel Placé                          | vétérinaire               |       | Rép. de Gauche     |                                 |                                                                                           |       |                |                                        |
| Mayenne-Ouest        |            | Georges Denis                           | industriel                |       | Rad. Ind.          | Georges Denis                   | industriel                                                                                |       | Rad. Ind.      | X                                      |
| Meslay-du-Maine      |            | Marc de Montalembert                    | propriétaire              |       | Conservateur       | Marc de Montalembert            | propriétaire, membre de la chambre d'agriculture                                          |       | Conservateur   | X                                      |
| Montsûrs             |            | Léon Bouëssé                            | propriétaire              |       | URD                | Maurice Bouëssé                 | Président du Comité départemental de coordination des transports ferroviaires et routiers |       |                | X                                      |
| Pré-en-Pail          |            | Gustave Buat                            | négociant                 |       | Rad. Ind.          |                                 |                                                                                           |       |                |                                        |
| Saint-Aignan-sur-Roë |            | Victor Jallot                           | médecin                   |       | URD                |                                 |                                                                                           |       |                |                                        |
| Sainte-Suzanne       |            | Édouard Schmitt                         | propriétaire              |       | Rép. de Gauche     |                                 |                                                                                           |       |                |                                        |
| Villaines-la-Juhel   |            | Louis Barazer                           | médecin                   |       | Rad.               |                                 |                                                                                           |       |                |                                        |
|                      |            |                                         |                           |       |                    | Yves Barnéoud                   | imprimeur, président de la Fédération des industriels et commerçants de la Mayenne        |       |                | X                                      |
|                      |            |                                         |                           |       |                    | Auguste Pechels de Saint-Sardos | président de la Section des amputés de guerre de la Mayenne                               |       |                | X                                      |

## Sources
- Commission administrative-Journal officiel
- Conseil départemental- Journal officiel
- Rapports et délibérations, commission administrative, Séance du 22 mars 1941
- Michel Dloussky,  Le Conseil général de la Mayenne (1935-1953), dans Annales de Bretagne et des pays de l'Ouest no 103, pp.54, 1996. Consultable en ligne sur Persée.
- Philippe Roger, La commission administrative et le conseil départemental du Pas-de-Calais de 1940 à 1944 : sélectionner un personnel politique et gérer un département au temps de l’État français, Revue du Nord 2014/4 (n° 407), pages 877 à 916 Consultable en ligne